# Akira Natori
Akira Natori (名取亮?, Natori Akira; 1956) è un astronomo giapponese.
Natori è un prolifico scopritore di asteroidi.
L'asteroide 5520 Natori prende il nome da lui . 

## Asteroidi scoperti
Natori ha coscoperto 22 asteroidi:
| Asteroide           | Designaz. provv. | Data della scoperta | Coscopritore/i |
| ------------------- | ---------------- | ------------------- | -------------- |
| 4806 Miho           | 1990 YJ          | 22 dicembre 1990    | Takeshi Urata  |
| 4959 Niinoama       | 1991 PA1         | 15 agosto 1991      | Takeshi Urata  |
| 5565 Ukyounodaibu   | 1991 VN2         | 10 novembre 1991    | Takeshi Urata  |
| 5650 Mochihito-o    | 1990 XK          | 10 dicembre 1990    | Takeshi Urata  |
| 5744 Yorimasa       | 1990 XP          | 14 dicembre 1990    | Takeshi Urata  |
| 5784 Yoron          | 1991 CY          | 9 febbraio 1991     | Takeshi Urata  |
| 5855 Yukitsuna      | 1992 UO2         | 26 ottobre 1992     | Takeshi Urata  |
| 6042 Cheshirecat    | 1990 WW2         | 23 novembre 1990    | Takeshi Urata  |
| 6136 Gryphon        | 1990 YH          | 22 dicembre 1990    | Takeshi Urata  |
| 6137 Johnfletcher   | 1991 BY          | 25 gennaio 1991     | Takeshi Urata  |
| 6527 Takashiito     | 1992 UF6         | 31 ottobre 1992     | Takeshi Urata  |
| 6610 Burwitz        | 1993 BL3         | 28 gennaio 1993     | Takeshi Urata  |
| 6649 Yokotatakao    | 1991 RN          | 5 settembre 1991    | Takeshi Urata  |
| 7131 Longtom        | 1992 YL          | 23 dicembre 1992    | Takeshi Urata  |
| 7301 Matsuitakafumi | 1993 AB          | 2 gennaio 1993      | Takeshi Urata  |
| 7525 Kiyohira       | 1992 YE          | 18 dicembre 1992    | Takeshi Urata  |
| 7952 -              | 1992 XB          | 3 dicembre 1992     | Takeshi Urata  |
| 8865 Yakiimo        | 1992 AF          | 1º gennaio 1992     | Takeshi Urata  |
| 9367 -              | 1993 BO3         | 30 gennaio 1993     | Takeshi Urata  |
| 9769 Nautilus       | 1993 DG2         | 24 febbraio 1993    | Takeshi Urata  |
| 9867 -              | 1991 VM          | 3 novembre 1991     | Takeshi Urata  |
| 20041 Gainor        | 1992 YH          | 18 dicembre 1992    | Takeshi Urata  |